# Jurupa Valley
Jurupa Valley város az USA Kalifornia államában, Riverside megyében. Lakosainak száma 105 053 fő (2020. április 1.).

## Népesség
A település népességének változása:

| 2020 | 105 053 |